# ذراع التمار
ذِرَاع التَمّار قرية تقع بمعتمدية القيروان الشمالية بولاية القيروان في الوسط التونسي. ترقيمها البريدي هو 3140.
1. ↑  "المناطق الترابية (العمادات) حسب الولايات والمعتمديات". اطلع عليه بتاريخ 2024-11-30.